# Roger III de Comenge
Roger III († c. 1105 o després de 1114) va ser comte de Comenge.
No se'n té gaire informació, tot i que generalment se'l considera fill o net d'Arnau III (mort després del 1070). Durant l'últim quart del segle XI, Ramon Bernat, fill de Bernat Ató (mort abans de 1075), és esmentat com a comte de Comenge.
També se sap que Roger III tenia una germana anomenada Bruna, que es va casar amb el senyor de Ponti.
Se suposa que Roger III va morir cap al 1105. Tanmateix, l'historiador i genealogista francès del segle XVII, Pierre de Guibours, sense citar fonts, afirmava que l'any 1114 encara era viu.
No se sap res de la seva dona i els seus fills, tot i que ell comte Commenges Bernat I (mort en combat a la batalla de Sent Gaudenç el 1145) era probablement fill seu.